# Бэйши
Район Бэйши́ (кит. упр. 北市区, пиньинь Běishì qū, буквально: «северный город») — бывший район городского подчинения городского округа Баодин провинции Хэбэй (КНР).

## История
В 1953 году 2-й и 3-й районы Баодина были объединены в новый район, который в 1955 году получил название «Бэйши». В 1959 году районы Бэйши и Наньши были объединены в район Лудун (路东区, букв. «к востоку от дороги»). В 1960 году районы Луси и Лудун были объединены в район Шицюй (市区, букв. «городской район»). В 1961 году район Шицюй был разделён на районы Синьши, Юнхуа (永华区), Юйхуа (裕华区) и Синхуа (新华区). В 1962 году северные половины районов Юйхуа и Юнхуа были объединены в район Бэйши. В 1987 году был ликвидирован Пригородный район (郊区), и часть его территории была передана району Бэйши.
28 апреля 2015 года районы Бэйши и Наньши были объединены в район Ляньчи.

## Административное деление
Район Бэйши делится на 5 уличных комитетов и 3 волости.